# Stanislao Leszczyński
Stanislao I Leszczyński, noto anche come Stanisław Bogusław Leszczyński (Leopoli, 20 ottobre 1677 – Lunéville, 23 febbraio 1766), è stato un nobile polacco, divenuto re di Polonia e granduca di Lituania, prima (1704-1709) nel corso della Grande guerra del Nord, poi nuovamente (1733-1736) nel vuoto di potere conseguente alla morte di Augusto II di Sassonia e alla guerra. La sua parentela di suocero del re di Francia Luigi XV gli procurò infine i ducati di Lorena e di Bar, che alla sua morte furono incorporati nel regno di Francia.

## Biografia

### La prima attività politica
Stanislao nacque da Anna Jablonowska e dal conte Rafał Leszczyński di Lesino. I membri della famiglia Leszczyński erano fin dal 1473 conti del Sacro Romano Impero. Egli fu al servizio del re di Polonia Giovanni III Sobieski e del suo successore Augusto II come diplomatico. Fu anche ministro del tesoro. Il 10 maggio 1698 sposò in Cracovia la contessa Caterina Opalińska (Poznań, 3 settembre 1680 - Lunéville, 19 marzo 1747), figlia del conte di Bnin Jan Karol Opaliński e della contessa Sofia Anna Czarnkowska. L'anno successivo nacque la figlia Anna e nel 1703 la seconda, Maria.
Nel 1697 la Dieta di Polonia elesse Federico-Augusto I di Sassonia re di Polonia con il nome di Augusto II. La Grande guerra del Nord (1700-1721) fra la Russia dello zar Pietro I, il re di Polonia Augusto II ed il re di Danimarca Federico IV contro il regno di Svezia stava prendendo un andamento diverso dal previsto.
Invece delle vittorie in campo aperto nella zona del Baltico, Augusto II non ottenne alcun successo contro il re Carlo XII di Svezia, al contrario dal 1702 il territorio polacco divenne addirittura un “terreno da parata” e di guerra per le truppe svedesi. Dopo la vittoria di Cracovia e la conquista di Thorn da parte di Carlo XII, la posizione economica e militare di Augusto II divenne disperata. A causa del devastante seguito della guerra la nobiltà polacca si divise in diverse fazioni, fra le quali la Confederazione di Varsavia, che spingeva per la fine della guerra. Ad essa si unì Stanislao che concluse nel 1704 una trattativa di pace con Carlo XII.

### Il primo regno

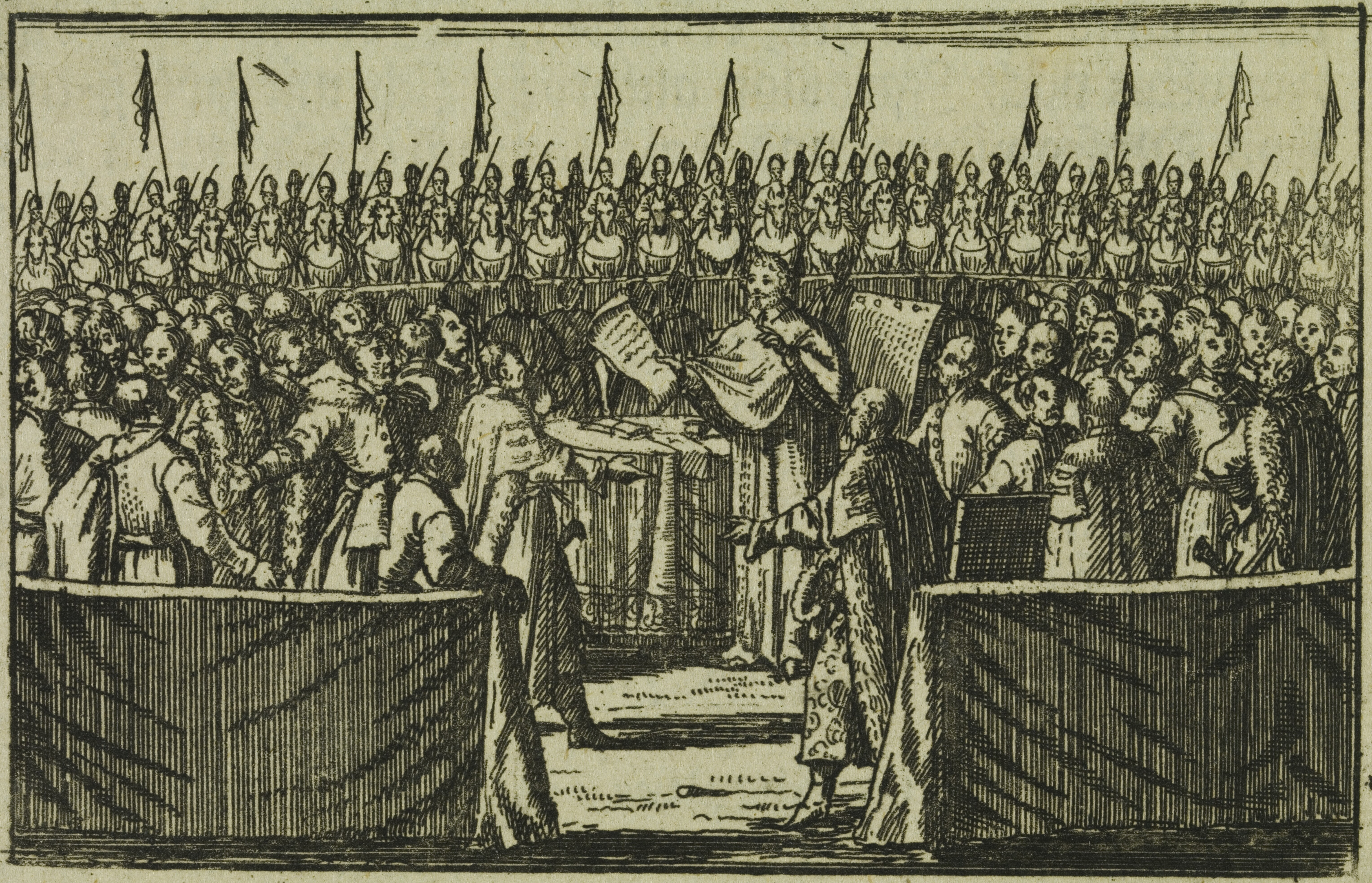
Elezione di Stanislao Leszczyński a re di Polonia il 12 luglio 1704

La fiducia di Carlo XII in Stanislao Leszczyński fu determinante per la scelta del re: Stanislao poté così imporsi sulla candidatura, proposta dalla Francia, del principe Francesco-Luigi di Borbone-Conti (detto il Gran Conti). Stanislao prevalse anche sugli altri due candidati: il lituano principe di Radziwill ed il magnate polacco Jerzy Dominik Lubomirski. Il 12 luglio 1704 Stanislao ottenne dagli aderenti alla Dieta di Varsavia l'elezione a re di Polonia.
L'occupazione del Ducato di Sassonia e l'incombente bancarotta dello stato indussero il 13 ottobre 1706 il sempre influenzabile Consiglio Segreto a sottoscrivere un trattato di pace con gli svedesi, il trattato di Altranstädt. Il 31 dicembre 1706 Augusto II sottoscrisse il trattato di pace redatto in sua assenza e la rinuncia al trono di Polonia e Lituania. Ma gli aderenti alla Dieta di Sandomir si astennero dal partecipare all'elezione e rifiutarono il riconoscimento della successione al trono da parte di Stanislao. Il 4 ottobre si svolsero i festeggiamenti per l'incoronazione.
Il destino politico di Stanislao era strettamente legato alle sorti militari di Carlo XII di Svezia. Nella battaglia di Poltava le truppe russe sconfissero l'esercito svedese ed il re Carlo cercò rifugio con le sue truppe presso il sultano Ahmed III nell'Impero ottomano. Immediatamente Augusto II denunciò le clausole della pace di Altranstädt e nel 1709 fu riconosciuto re da gran parte della nobiltà polacca.

### Il primo esilio
Stanislao fuggì a Stoccolma con pochi suoi sostenitori ed un modesto contingente di truppe svedesi via Stettino e Kristiansand. La richiesta del consenso alla dimissioni come re di Polonia da parte di Stanislao fu respinta da Carlo XII, che sperava nell'aiuto militare di Ahmed III. Di conseguenza Stanislao, che come molti suoi sostenitori aveva perso i propri beni in Polonia, perse anche la possibilità di rientrare in patria. Stanislao seguì Carlo XII a Bender in Bessarabia e nel 1714 ebbe da questo, come soluzione transitoria fino al rientro vittorioso in Polonia, il ducato di Palatinato-Zweibrücken. Qui morì la sua prima figlia Anna Leszczyńska.
Dopo la morte di Carlo XII avvenuta nel 1718 Stanislao dovette lasciare il ducato e chiese asilo al duca Leopoldo Giuseppe di Lorena. Per mettersi al sicuro da un possibile attentato alla sua persona su mandato di Augusto II di Sassonia, (un tentativo di assassinarlo era stato compiuto nel 1716 da parte di un ufficiale sassone, certo Lacroix, ma Stanislao fu salvato dal principe Poniatowski) si rifugiò con la famiglia nelle città fortificate francesi di Landau e Weißenburg in Alsazia.
Dopo il 1723, grazie anche all'intermediazione della marchesa di Prie, Gianna Agnese Berthelot di Pleneuf (ed all'urgenza da parte del Reggente Duca di Borbone, di trovare una moglie di rango al tredicenne re di Francia), fu preparato il matrimonio della seconda figlia di Stanislao, Maria Leszczyńska, con Luigi XV, matrimonio che fu celebrato per procura nella cattedrale di Strasburgo da cardinale Rohan il 15 agosto 1725 e poi festeggiato il 4 settembre 1725 a Fontainebleau. In quello stesso anno Stanislao si stabilì con la famiglia nel castello di Chambord ove rimase fino al 1733 quando, il 1º febbraio, moriva Augusto II di Polonia.

### Il secondo regno
Dopo la morte di Augusto II di Polonia si aprì una crisi di successione e Luigi XV appoggiò i tentativi del suocero Stanislao, che contava ancora in patria molti sostenitori, di riprendersi il trono di Polonia, mentre le altre potenze sostennero il figlio di Augusto II, Augusto III, principe elettore di Sassonia. Stanislao rientrò in patria dal suo esilio francese e riuscì a farsi eleggere per la seconda volta dalla Dieta (12 settembre 1733) re di Polonia. Il progetto di incoronazione però fallì a causa dell'immediato intervento militare della Russia e dell'ostilità di quella parte della nobiltà polacca che osteggiava Stanislao. Quest'ultimo, dieci giorni dopo la sua elezione, fuggì a Danzica ove rimase in attesa dell'aiuto della Francia ma intanto Augusto III veniva incoronato re di Polonia il 17 gennaio 1734.
La Francia, non potendo invadere la troppo lontana Russia, attaccò la sua principale alleata, la tradizionale rivale Austria di Carlo VI, dando così origine alla Guerra di successione polacca (1733-1735/1738).

### Il secondo esilio ed i Ducati di Lorena e Bar

Arma dei duchi di Lorena a partire dal 1538

Intanto Danzica fu posta da febbraio 1734 sotto assedio dalle truppe russe ed il ministro di Luigi XV, cardinale de Fleury (che fra l'altro aveva scarsa simpatia per Stanislao), onde evitare di inimicarsi le potenze neutrali, si limitò ad inviare a Danzica via mare modesti rinforzi per Stanislao, che furono subito sopraffatti dai russi.
Stanislao, sulla cui testa i russi avevano posto una taglia, riuscì rocambolescamente a fuggire da Danzica e trovò rifugio presso Federico Guglielmo I di Prussia a Königsberg. Qui strinse amicizia con il principe ereditario Federico (il futuro Federico II di Prussia, detto il Grande), del quale rimase successivamente sempre amico e con il quale intrattenne poi una nutrita corrispondenza.
Trovatosi l'imperatore Carlo VI in difficoltà militari, offrì alla Francia l'opportunità di iniziare un negoziato di pace, opportunità che il Fleury non si lasciò sfuggire. Ebbero quindi inizio in Vienna gli accordi preliminari di pace che vi si conclusero il 3 ottobre 1735 con il riconoscimento, da parte della Francia, del diritto del principe elettore di Sassonia a salire al trono polacco.
In cambio Stanislao avrebbe ottenuto i Ducati di Bar e della Lorena, il cui duca Francesco III Stefano, marito poi di Maria Teresa d'Asburgo (e quindi genero di Carlo VI) e futuro imperatore del Sacro Romano Impero con il nome di Francesco I, avrebbe a sua volta ricevuto il Granducato di Toscana, dopo la morte ormai imminente dell'ultimo dei Medici, Gian Gastone. Francesco III Stefano firmò l'atto di cessione del Ducato di Bar il 24 settembre 1736 e quello del Ducato di Lorena il 13 febbraio 1737. L'accordo fu sottoscritto come pace definitiva il 1º maggio 1737 anche da Polonia, Spagna e dal re di Sardegna.
Dal 1736 Stanislao prese possesso del Ducato di Bar ed alla morte di Gian Gastone de' Medici anche di quella del Ducato di Lorena, ove stabilì la sua residenza spostandola da Commercy a Lunéville. L'amministrazione dei due ducati tuttavia fu affidata ad un intendente francese ed ai suoi collaboratori, in vista del trasferimento del territorio alla corona francese dopo il decesso di Stanislao. A quest'ultimo fu assegnata una pensione annuale di 2 milioni di lire.

### Il personaggio Stanislao e le sue opere

Stemma della famiglia Leszczyński

Stanislao ricevette una educazione raffinata: uomo con ottima formazione letteraria e scientifica, imparò a parlare ed a scrivere in tedesco, italiano e francese, oltre naturalmente al polacco, ed ebbe anche una buona conoscenza della lingua latina. Per completare la sua formazione compì il grand tour delle principali capitali europee (Vienna, Roma, Parigi, etc.). Amante quindi di lettere ed arti, promosse, ovunque ebbe occasione di esercitare il proprio potere, la diffusione della cultura. Nel periodo in cui fu duca del Palatinato-Zweibrücken fece costruire il palazzo barocco chiamato da lui stesso "Tschfflick" ("casa del divertimento" in turco) in ricordo del suo soggiorno in Bessarabia.

Divenuto Duca di Lorena e di Bar, tenne corte frequentata da letterati, artisti e musicisti. Creò la Biblioteca pubblica Nazionale di Nancy e la Società reale delle Scienze e della Letteratura, che aveva fra gli altri il compito di diffondere la conoscenza della lingua francese in un territorio ove si parlava prevalentemente il tedesco. Trasformò la capitale della Lorena con la costruzione di splendidi palazzi affidata all'architetto Emmanuel Héré. Unì con una lunga piazza chiamata Place neuve de la Carrière la città vecchia con quella nuova. 

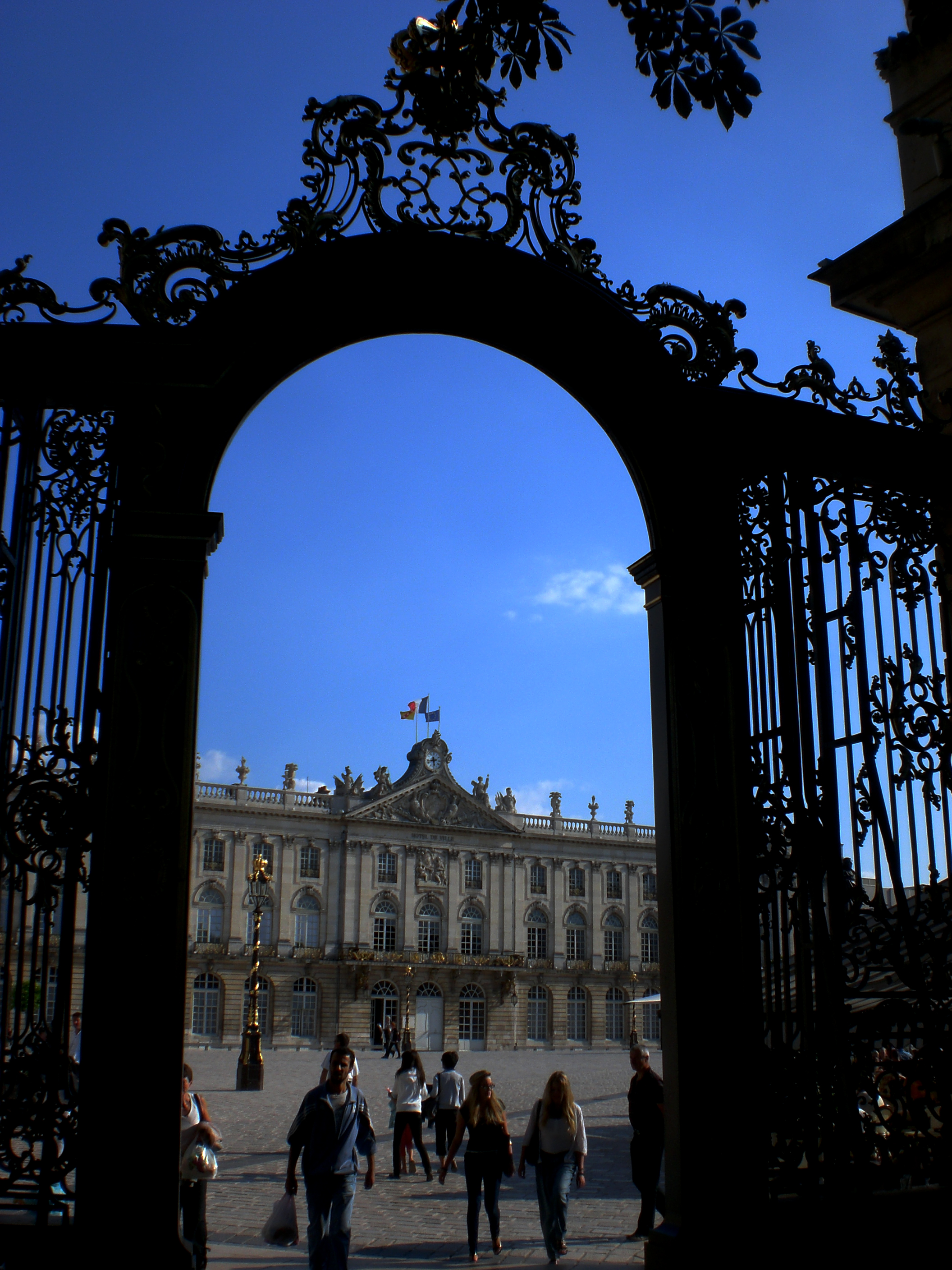
Place Stanislas a Nancy

La piazza comunica con l'altra famosa Place Royale (oggi Place Stanislas, proclamata Patrimonio Universale dall'UNESCO), creata in onore del genero Luigi XV e circondata da splendidi palazzi con cancellate in ferro battuto ed ornamenti dorati.
Fece anche costruire, fra l'altro, la chiesa di Nostra Signora del Buon Soccorso, il Palazzo delle Missioni reali, e le porte di San Stanislao e Santa Caterina. Ebbe varie residenze (a La Malgrange, Commercy, Jolivet ed Einville) e trasformò il palazzo di Lunéville in una piccola Versailles, con i giardini interamente ridisegnati dall'Héré e dotati di chioschi, fontane padiglioni, cascate, ecc. La sua sensibilità in campo sociale si manifestò con la costruzione di numerose opere pubbliche: scuole, ospedali, biblioteche, granai collettivi e con iniziative a sostegno dei più poveri e meno dotati. Profondamente credente, Stanislao aborriva il fanatismo ideologico e religioso ed era un sostenitore della separazione dei poteri nel governo della cosa pubblica.
Si teneva lontano dagli eccessi e riassunse il suo pensiero in materia di tolleranza religiosa con il saggio filosofico: “L'incredulità combattuta con il buon senso”. Espresse la sua concezione della città ideale con “La conversazione di un europeo con un isolano del regno di Dumocala” e scrisse una serie di saggi filosofici firmati: "Le philosophe bienfaisant" ("Il filosofo ben operante"). Per tutto ciò Stanislao fu molto apprezzato ed amato dai suoi sudditi. 

### Morte

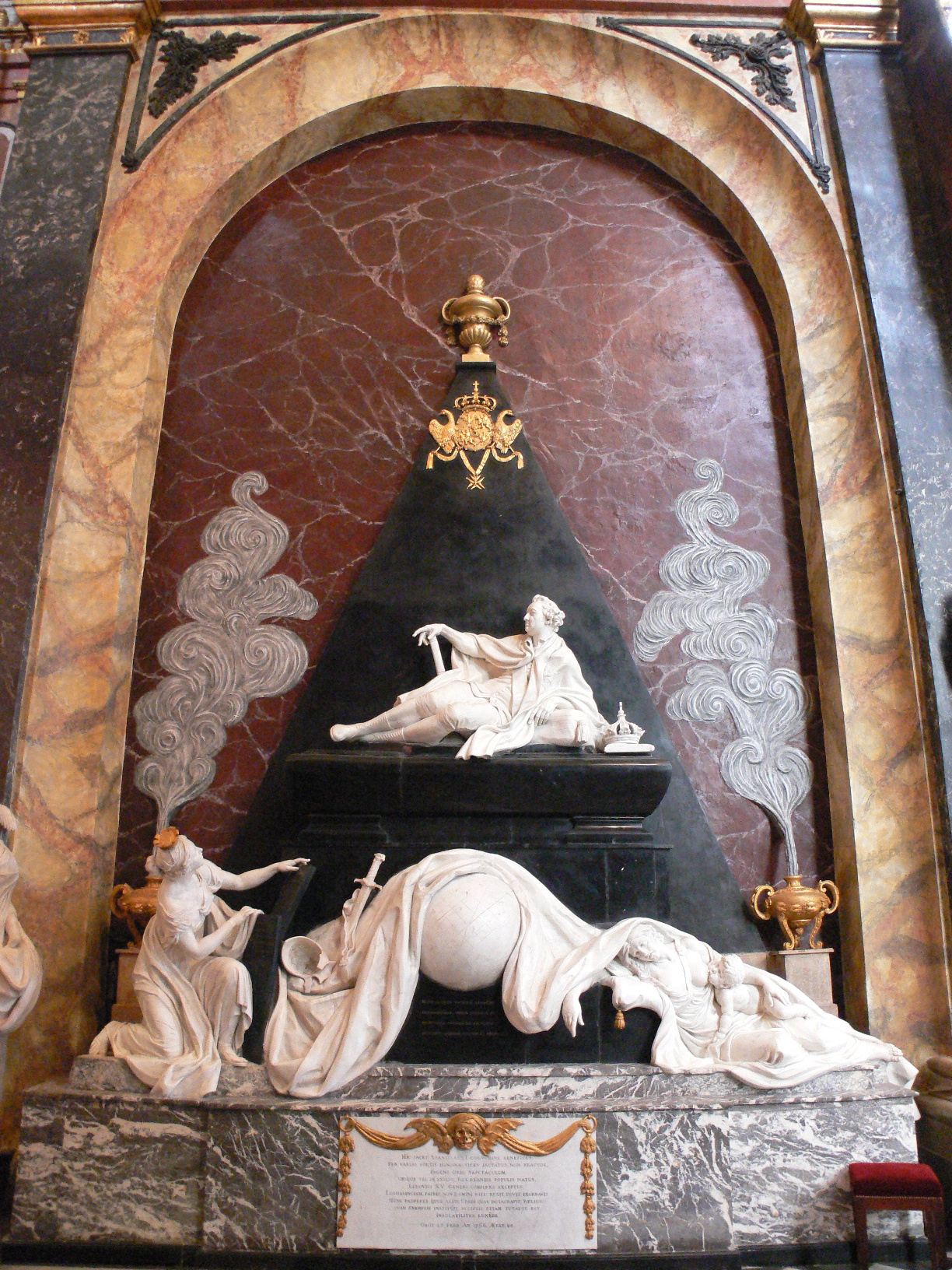
Mausoleo di Stanislas Leszczynski nella chiesa della Madonna del Buon Soccorso a Nancy.

La moglie Caterina Opalińska morì nel 1747, e nel 1766 la seguì Stanislao. Entrambi vennero tumulati nella chiesa che lui stesso aveva fatto erigere su progetto dell'architetto Héré: Nostra Signora del Buon Soccorso. Dopo la sua morte i territori di Lorena e di Bar passarono definitivamente, come previsto, alla corona francese.
In suo onore è stato eretto un mausoleo a Nancy.

## Curiosità
- A lui, raffinato "gourmet" viene attribuita l'invenzione del babà al rhum. Si dice che il nome derivi da uno dei racconti delle Mille e una notte: Alì Babà e i quaranta ladroni.